# Bazar de la Charité
Ne doit pas être confondu avec la série télévisée Le Bazar de la Charité.
Le Bazar de la Charité est une vente de bienfaisance organisée à partir de 1885 à Paris par le financier Henri Blount et présidée par le baron de Mackau. Il s'agissait de vendre des objets — objets d’arts, bibelots, tableaux, bijoux, meubles, livres et toutes pièces provenant de dons:8 — au profit des pauvres.
L'histoire de cette manifestation mondaine a été marquée par la catastrophe du 4 mai 1897, due à un incendie causé par la combustion des vapeurs de l'éther utilisé pour alimenter la lampe d'un projecteur de cinéma. L'incendie cause la mort de 125 personnes dont 118 femmes - souvent entravées voire brûlées vives par leurs corsets et robes à crinoline, extrêmement malcommodes et inflammables - parmi lesquelles Sophie-Charlotte, duchesse d'Alençon (sœur de l'impératrice « Sissi »), la peintre et céramiste Camille Moreau-Nélaton et madame de Valence et ses deux filles.
Spectaculaire, le nombre de femmes victimes semble refléter la composition de la salle, très majoritairement féminine : parmi le millier de personnes présentes, on ne compte alors qu'une quarantaine d'hommes (essentiellement des organisateurs), soit une proportion d'environ 5 % qui correspond à celle des victimes masculines. Cette tragédie, qui a marqué bien des esprits de l'époque, a suscité de nombreuses réactions, dont certaines mettaient en question l'avenir du cinéma, un loisir encore très récent (1895) et considéré comme un simple divertissement de foire.

## Origines de la manifestation

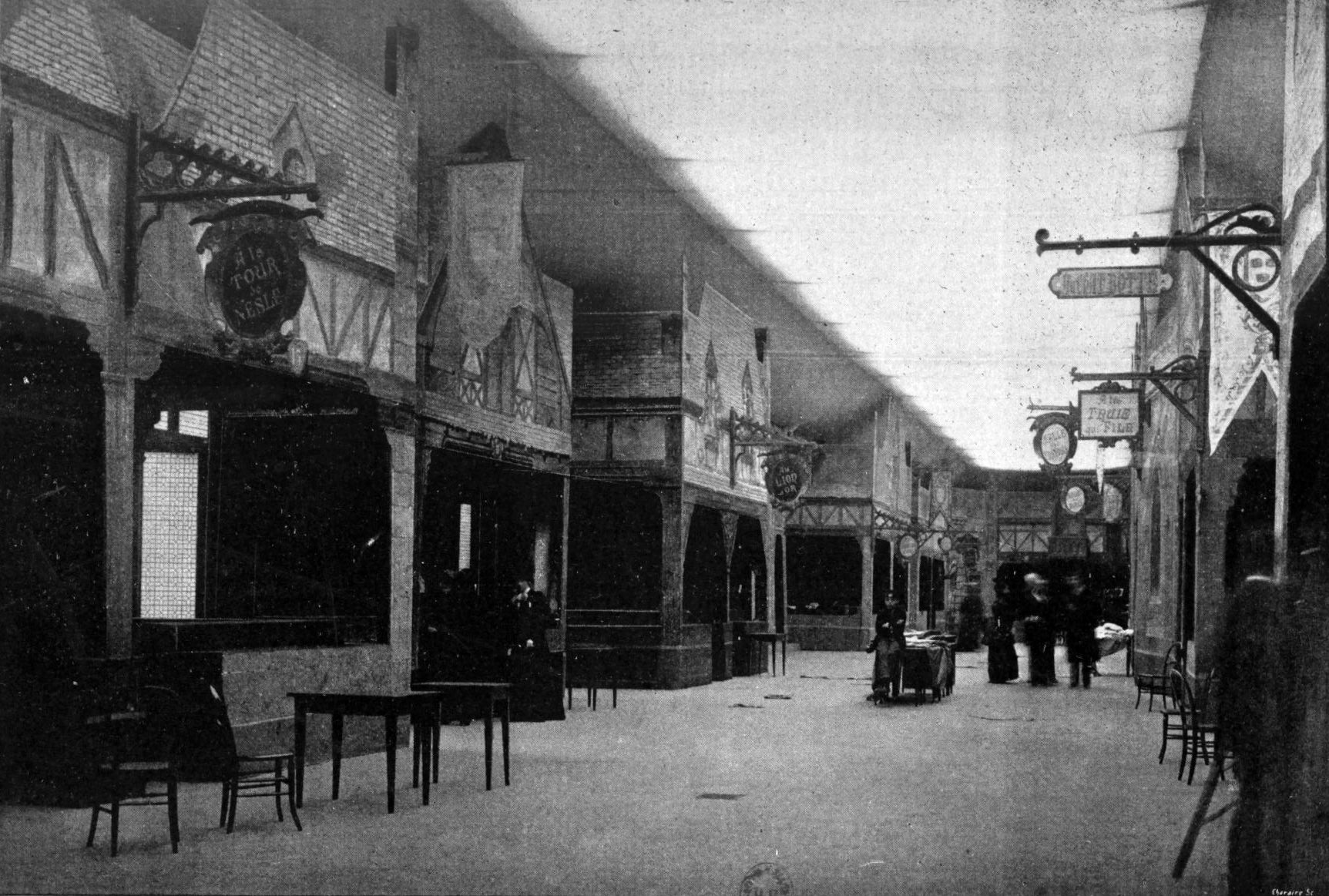
Vue d'ensemble du Bazar de la Charité avant l'installation des comptoirs.

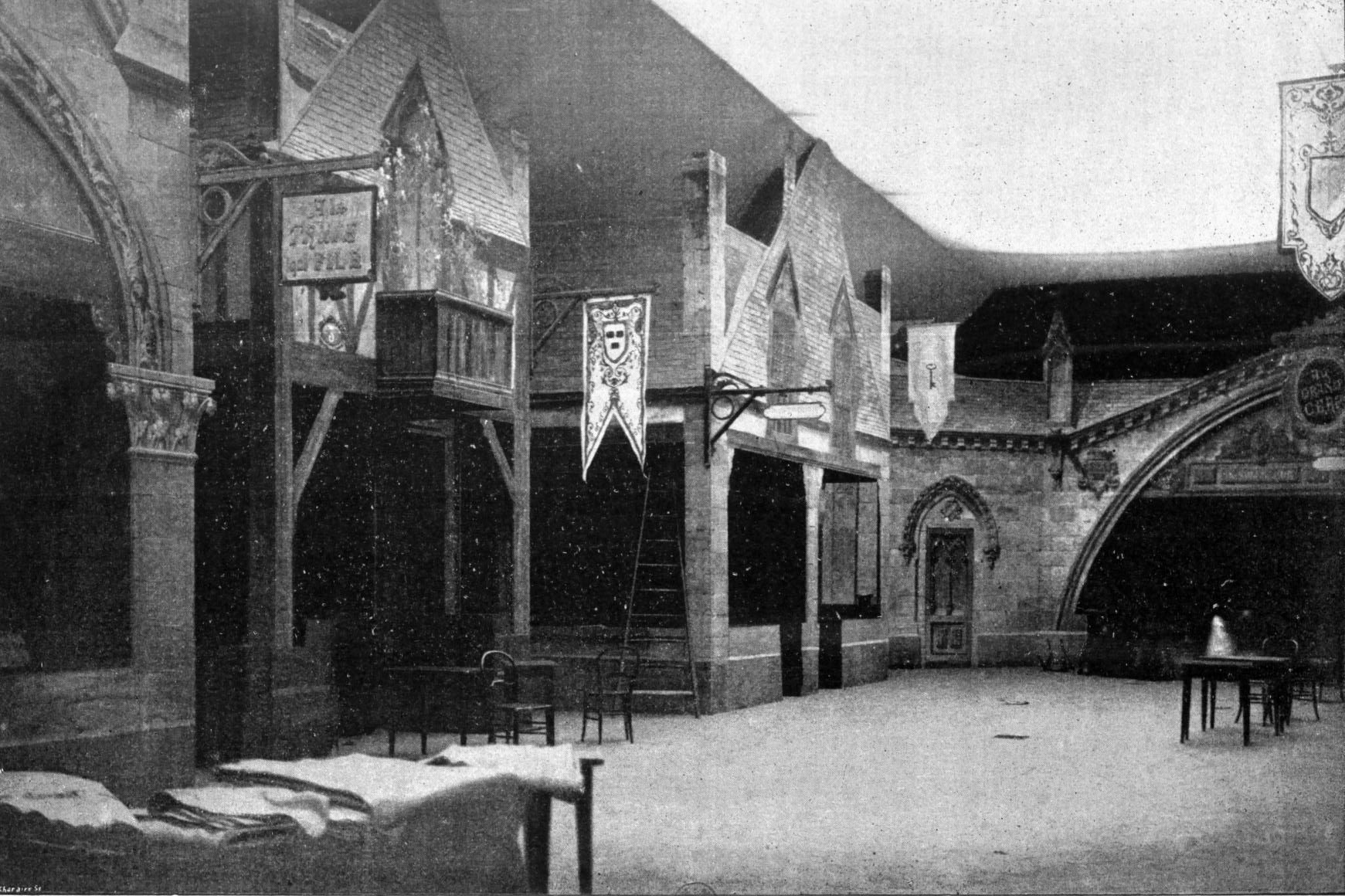
Reconstitution d'une rue du « vieux Paris ». D'anciens décors de théâtre sont pour l'occasion réutilisés. L'enseigne au premier-plan porte le nom d'« À la truie qui file ». Photos parues originellement dans L'Illustration.

Le Bazar de la Charité est, à l'origine, un consortium de plusieurs œuvres de bienfaisance, qui louent un local ou un espace d'exposition en commun, afin de réduire leurs dépenses et de permettre de grouper acheteurs et invités. Installé, de 1885 à 1887, rue du Faubourg-Saint-Honoré, en 1889 place Vendôme et, en 1888 et de 1890 à 1896, rue La Boétie:6, il est transféré, en 1897, aux nos 15 et 17 de la rue Jean-Goujon dans le 8e arrondissement, sur un terrain mis gracieusement à disposition par le banquier Michel Heine.
Ce terrain était alors occupé par un hangar en pitchpin de quatre-vingts mètres de long sur treize de large, loué le 20 mars 1897 par le baron Armand de Mackau au curé Delamaire,.

## Installation

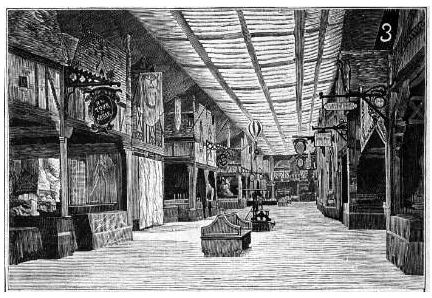
Le Bazar de la Charité avant l'incendie. Illustration tirée du Supplément illustré du Petit Journal du 16 mai 1897. Il ne s'agit en réalité que d'un hangar où sont installés des décors de théâtre figurant un Paris du Moyen Âge.

Le 6 avril 1897, le baron Armand de Mackau réunit les responsables du Bazar de la Charité : la duchesse d'Alençon, duchesse en Bavière et sœur de l'impératrice d'Autriche, sa belle-fille, la duchesse de Vendôme – née Henriette de Belgique, nièce du roi Léopold II et du roi Carol Ier de Roumanie –, la duchesse d'Uzès, la marquise de Saint-Chamans, la comtesse Greffuhle, la générale Février, la marquise de Sassenay, et leur annonce que le Bazar sera décoré pour représenter une rue de Paris au Moyen Âge avec ses éventaires, ses échoppes aux enseignes pittoresques, ses étages en trompe-l'œil, ses murs tapissés de lierre et de feuillage.
Le bâtiment, d’une longueur de 80 mètres et d’une largeur de 13 mètres, est organisé de la façon suivante : deux portes à double battant ouvrent sur une vaste allée centrale, bordée le long des murs de vingt-deux comptoirs en bois portant des noms évocateurs : « À la tour de Nesle », « À la truie qui file », « Au lion d’or », « Au chat botté ».
A gauche de l’entrée, une loggia accueille les bureaux, à droite se trouve le « salon des dames », en face se trouve un buffet, assorti d’une cuisine et d’une cave.
L’arrière du hangar donne sur une cour intérieure d’environ 15 mètres de profondeur, cernée de murs dont ceux de l’hôtel du Palais et de l’imprimerie du journal La Croix ; adossé à la façade arrière du hangar se trouve un local abritant le cinématographe.
En effet, le Bazar proposera, sous un appentis, un spectacle de cinématographe où l'on pourra, pour cinquante centimes, voir les images animées des frères Lumière projetées par un appareil de 35 mm Normandin et Joly : La Sortie de l'usine Lumière à Lyon, L'Arrivée d'un train en gare de La Ciotat et L'Arroseur arrosé.

Monsieur Normandin, l'entrepreneur chargé des représentations cinématographiques, n'est cependant pas très satisfait de ce local et s'en ouvre au baron de Mackau :

« — Je n'ai pas assez de place pour loger mes appareils, les tubes d'oxygène et les bidons d'éther de la lampe Molteni. Il faut aussi séparer le mécanicien du public. Les reflets de la lampe risquent de gêner les spectateurs.

— Nous ferons une cloison en toile goudronnée autour de votre appareil. Un rideau cachera la lampe.

— Et mes bouteilles et mes bidons ?

— Vous n'aurez qu'à les laisser sur le terrain vague, derrière votre local. »

## Tragédie

### Déroulement

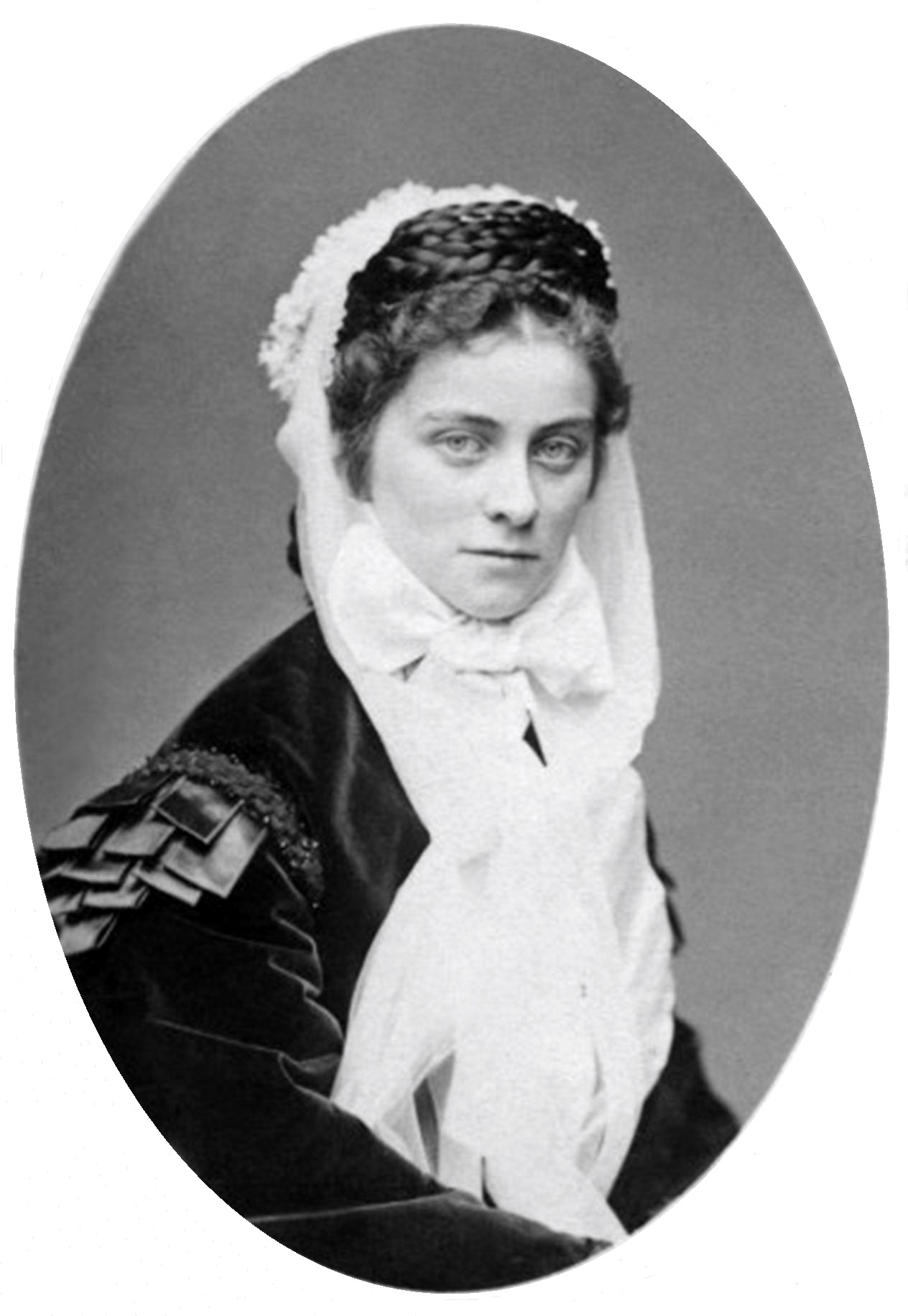
La duchesse d'Alençon, victime de l'incendie.

Les ventes sont organisées pour durer quatre jours : les 3, 4, 5 et 6 mai 1897.
La première journée, le lundi 3 mai, est honorée par la présence de Mlle de Flores, fille de l'ambassadeur d'Espagne.
Le mardi 4 mai, la vente est aussi honorée de la présence d'une Altesse Royale, la duchesse d'Alençon. Membre de la Maison royale de Bavière, sœur de l'impératrice d'Autriche et de l'ex-reine des Deux-Siciles, petite-fille par alliance du roi des Français, Louis-Philippe Ier, la princesse, qui vient de fêter ses cinquante ans, est apparentée à tout le gotha européen.
Les vingt-deux comptoirs ainsi que le Buffet sont tenus par des dames appartenant à la plus haute aristocratie française ou à la grande bourgeoisie. Ils comptent en général une dizaine de femmes chacun.
Le nonce apostolique Eugenio Clari arrive rue Jean-Goujon à 16 heures. Il bénit le Bazar de la Charité et, après un tour rapide, s'en va sans que la foule qui se presse là s'en rende bien compte. Il est raccompagné par les membres du comité qui seront dehors au moment de l'incendie.
On évoque entre 1 200 et 1 700 personnes présentes lors de la présence du nonce. Après son départ, quelques minutes avant l'incendie, il en restait de 800 à 1 200 dont au moins une quarantaine d'hommes, parmi lesquels les membres du Comité d'organisation.
Vers 16 heures, la duchesse d'Alençon, qui préside le stand des noviciats dominicains situé à une extrémité de la galerie, murmure à l'une de ses voisines, Mme Belin : 

« — J'étouffe… »

Mme Belin répond : « Si un incendie éclatait, ce serait terrible ! »

### L'incendie
Vers 16 h 15 survient l'accident fatal : la lampe de projection du cinématographe a épuisé sa réserve d'éther et il faut la remplir. Monsieur Bellac, le projectionniste, demande à son assistant Grégoire Bagrachow de lui donner de la lumière. Plutôt que d'ouvrir le rideau en toile goudronnée, celui-ci commet l'erreur d'utiliser une allumette, mais l’appareil est mal isolé et les vapeurs d'éther s’enflamment.

Quelques instants après, alors que les organisateurs — parmi lesquels figure le duc d'Alençon — ont été informés de l'accident et commencent déjà à faire évacuer, dans le calme, les centaines de personnes présentes dans le hangar, le rideau prend feu, enflamme les boiseries, puis le feu se propage au velum goudronné qui sert de plafond au Bazar. Un témoin dira : 

« Comme une véritable traînée de poudre dans un rugissement affolant, le feu embrasait le décor, courait le long des boiseries, dévorant sur son passage ce fouillis gracieux et fragile de tentures, de rubans et de dentelles. »

Au grondement de l'incendie répondent les cris de panique des 1 200 invités qui tentent de s'enfuir en perdant leur sang-froid. Certaines personnes tombent et ne peuvent se relever, piétinées par la foule tâchant désespérément d'échapper aux flammes.

La duchesse d'Alençon dit à la jeune comtesse Mathilde d'Andlau : 

« Partez vite. Ne vous occupez pas de moi. Je partirai la dernière. »

À l'extérieur, les pompiers de ce qui est alors le Régiment de sapeurs-pompiers de Paris arrivent sur les lieux en à peine dix minutes pendant que des grappes humaines surgissent du bazar transformé en brasier, par les deux seules portes d'accès dont l'une, celle de gauche, sera rapidement bloquée par des corps.
D'autres visiteurs tentent de se sauver par la cour intérieure. Certains, moins d'une centaine, fuient par un passage étroit, qui ramène à la rue Jean Goujon, sur la gauche du bâtiment en feu. Mais la fumée, la chaleur, l'amoncellement des corps finiront par le rendre inaccessible. Un autre groupe, environ une cinquantaine de personnes, escalade des échelles de près de dix mètres, plaquées au mur de l'imprimerie La Croix, par ses ouvriers. Et une dernière partie, environ 150 personnes, sera sauvée grâce à l’intervention des cuisiniers de l’hôtel du Palais. MM. Gomery et Édouard Vaudier descellent trois barreaux sur quatre d'une lucarne des cuisines à 1,80 mètre du sol et passent des chaises dans la cour pour aider les rescapés à s’extirper de la fournaise. L'hôtel du Palais était la possession de la famille Roche-Sautier,.
Un quart d’heure à peine après le début de l’incendie, tout est consumé : le hangar n’offre plus l’aspect que d’un amoncellement de poutres de bois calcinées, mêlées de cadavres mutilés et carbonisés.

« On vit un spectacle inoubliable dans cet immense cadre de feu formé par l'ensemble du bazar, où tout brûle à la fois, boutiques, cloisons, planchers et façades, des hommes, des femmes, des enfants se tordent, poussant des hurlements de damnés, essayant en vain de trouver une issue, puis flambent à leur tour et retombent au monceau toujours grossissant de cadavres calcinés. »

— Le Figaro du 5 mai 1897
Les 112 corps calcinés des victimes de l'incendie sont portés au Palais de l'Industrie afin que les familles puissent les identifier.

L'incendie du Bazar de la Charité
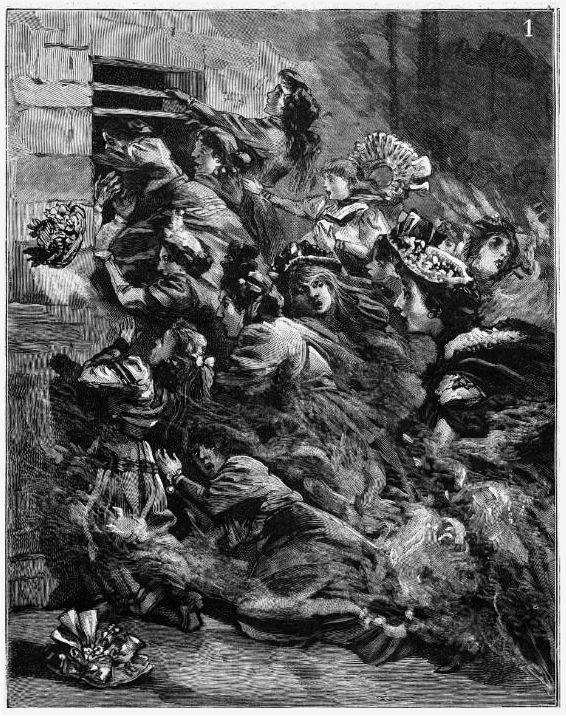
Fuite par la lucarne de l'hôtel du Palais[13].
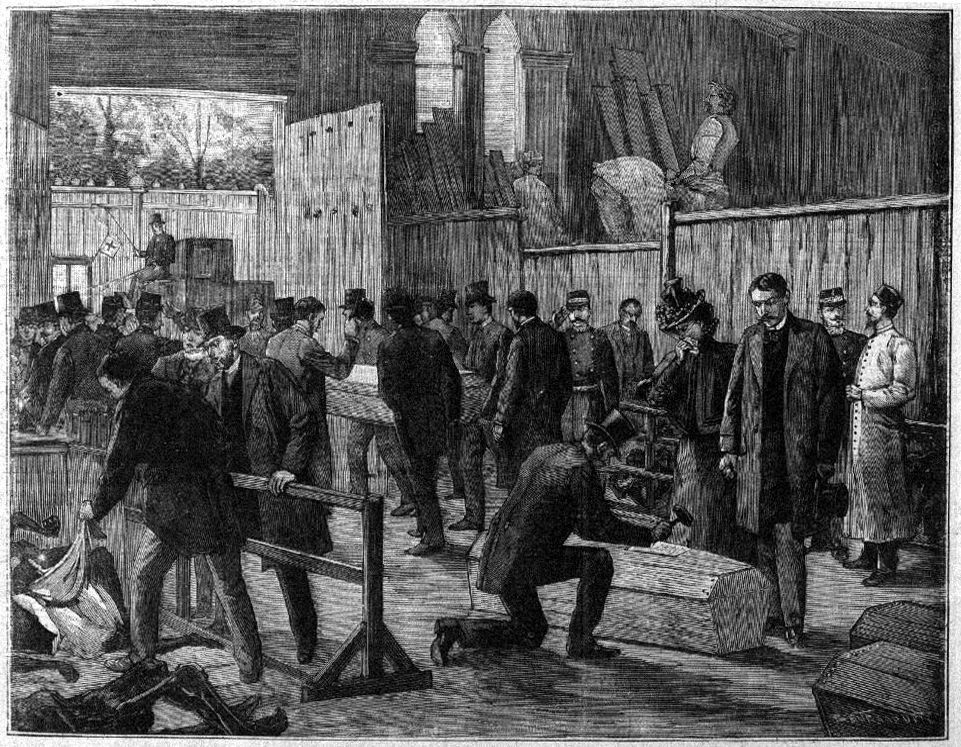
Identification des victimes au Palais de l'Industrie[14].
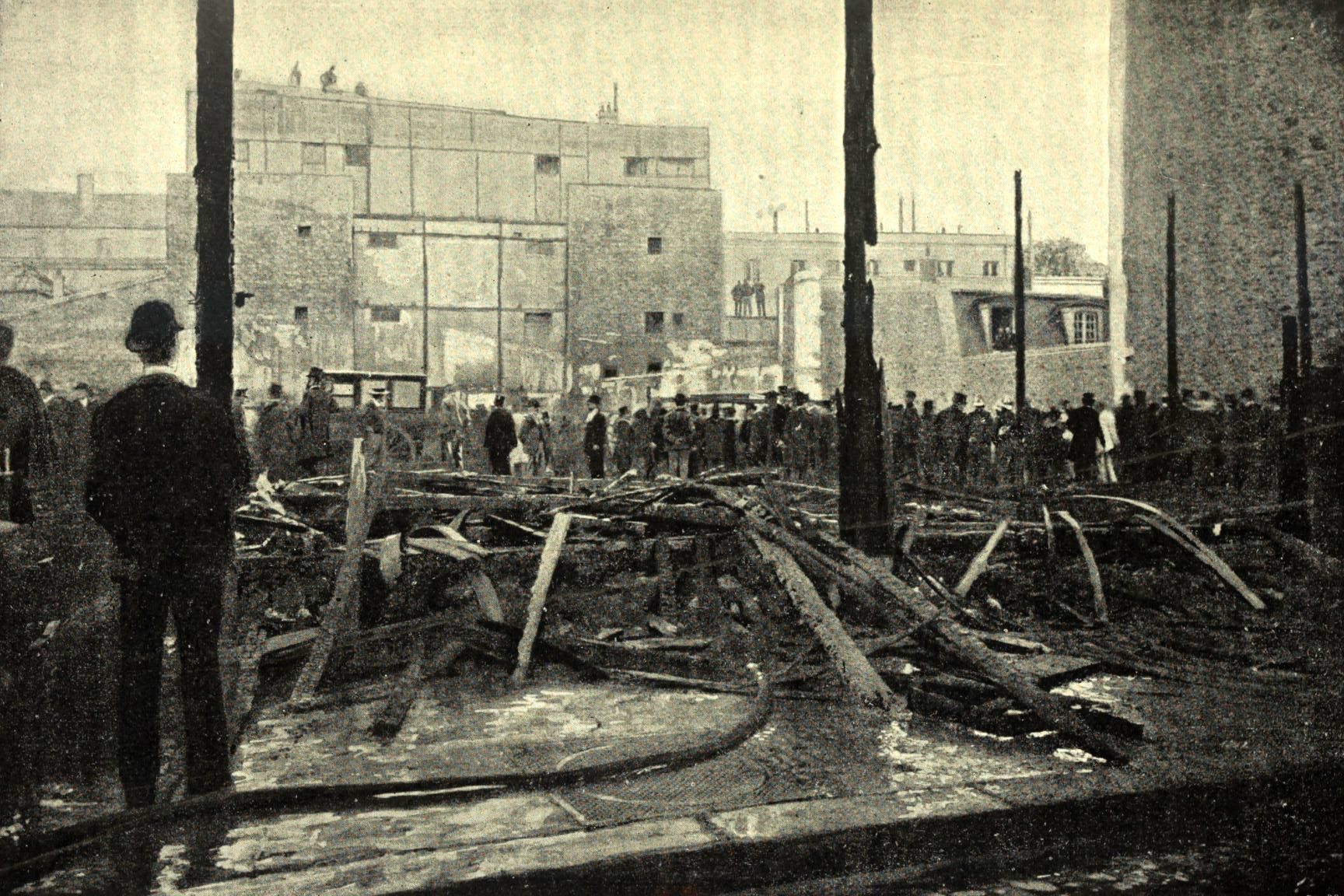
Le lendemain du sinistre[15]. L'incendie a tout dévasté.

## Victimes

### Une grande majorité de femmes
Le nombre de victimes directes de l'incendie varie suivant les sources : 
- le site officiel de l'association Mémorial du Bazar de la Charité donne 126 victimes[16] et une liste nominative de 125 victimes (118 femmes et 7 hommes)[17] ;
- dans La Terrible Catastrophe du 4 mai 1897. Liste complète des victimes, des blessées et des blessés, des sauveteurs et des bienfaiteurs, ouvrage publié en juillet 1897, sont cités les noms de 132 victimes (123 femmes et 9 hommes), auxquelles il faut ajouter trois corps non identifiés[18] ;
- dans son édition du 14 mai 1897, Le Petit Journal publie les statistiques officielles des victimes, service de la statistique municipale, liste arrêtée au 8 mai au soir, 106 morts pendant l'incendie et identifiés, dix morts des suites de l'incendie, cinq morts pendant l'incendie et non identifiés au 8 mai, soit un total de 121 personnes (110 femmes, 6 hommes, cinq non identifiés)[19].

Au-delà du fait que les femmes étaient très largement majoritaires lors de l’événement, une explication d'ordre vestimentaire est également à prendre en compte : les femmes des classes sociales supérieures portent alors pantalon en dentelle, cerceau métallique, un premier jupon, un second jupon à volants, un troisième jupon et enfin la robe ; cet empilement entravait leurs mouvements, faisant obstacle à leur fuite en cas d'incendie, et représentait autant de tissus hautement inflammables.
En effet, parmi les morts, on dénombre une très large proportion de femmes, de souche aristocratique ou de la grande bourgeoisie, mais aussi de conditions plus modestes, dix-sept mineures (la majorité est alors à vingt-et-un ans) dont cinq enfants de moins de dix ans.
Parmi les institutions victimes de cette tragédie se trouvait, au comptoir no 17, l’Œuvre des saints-anges, dont la présidente, la baronne douairière de Saint-Didier, et plusieurs autres membres périrent dans l’incendie. L’Œuvre des saints-anges survécut à ce drame et compte aujourd’hui parmi les rares institutions présentes lors de l'incendie du Bazar de la Charité encore en activité.
Une autre institution présente, de la famille religieuse de saint Vincent de Paul, n'a pas été épargnée : treize Dames de la Charité et trois Filles de la Charité ont péri dans les flammes.
Hormis les organisateurs, on compte aussi quelques jeunes hommes de la « bonne société », dont le nombre est difficile à estimer, puisque le Bazar est également l’occasion pour eux de fréquenter les jeunes filles aristocrates qui assistent les dames des bonnes œuvres. L'œuvre de charité est une activité à laquelle se livraient plus particulièrement les femmes des couches sociales supérieures, et dans laquelle, en principe, « un homme n'avait pas sa place ». Les victimes masculines sont au nombre de 7 (dont deux enfants et quatre hommes de plus de soixante ans) parmi les 125 victimes. Le nombre de blessés s'élève, quant à lui, à au moins 250 personnes.
Face à l’écrasante majorité de femmes parmi les victimes et d’après certains témoignages, une rumeur s'est propagée, d'après laquelle les hommes de la haute société présents au moment de l’incendie auraient tout mis en œuvre pour se tirer des flammes, bousculant, piétinant et jouant de la canne et du poing pour se frayer le passage, au détriment des femmes livrées au feu, écrasées au sol et étouffées. Comme l’explique notamment l’historien Michel Winock, les journaux de l’époque relaient massivement cette idée, dénoncent et brocardent les hommes de la haute société, mais aussi louent le courage d’hommes du bas peuple qui ont tiré des personnes des flammes au péril de leur vie.

### Mort de la duchesse d'Alençon

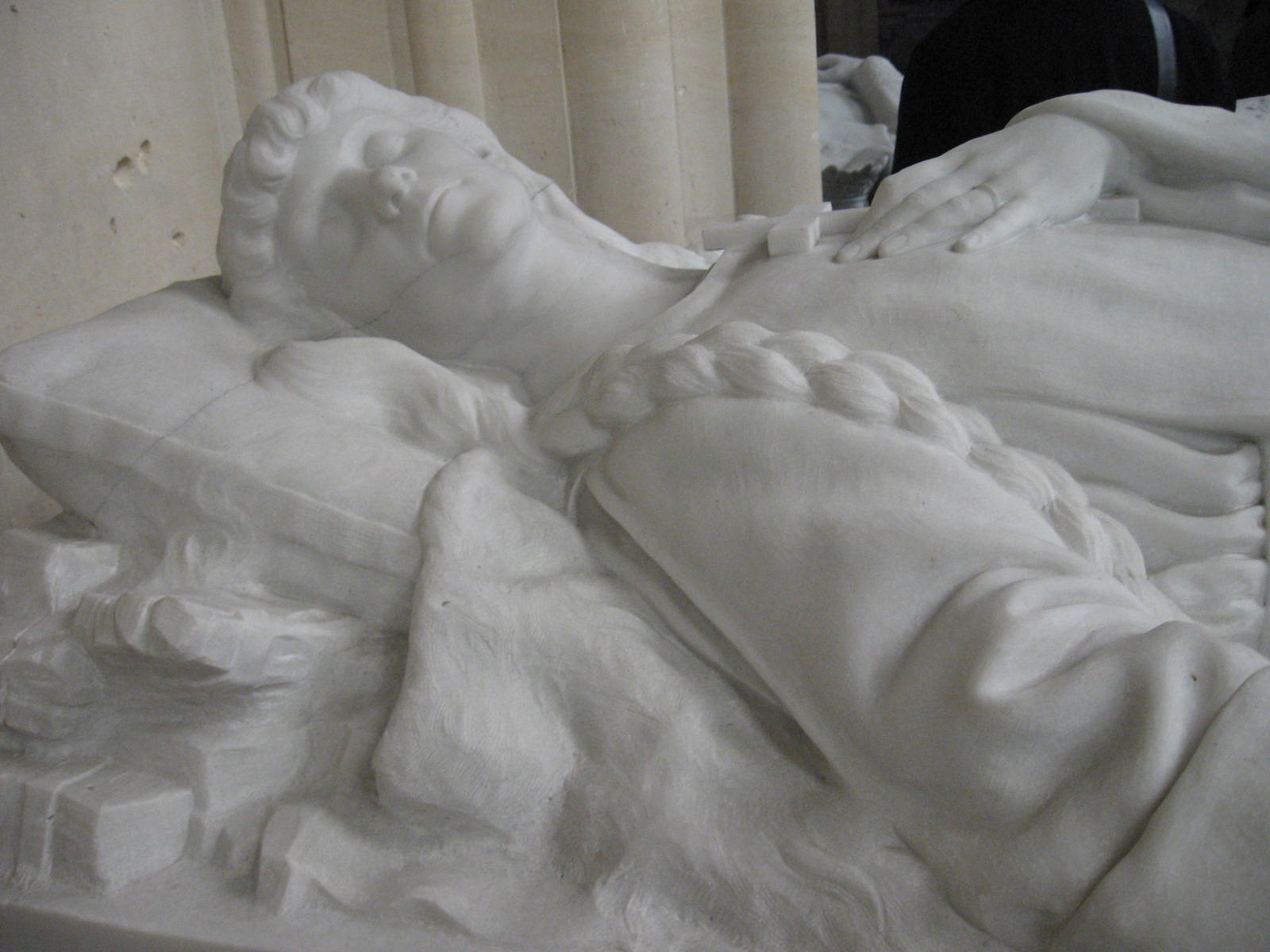
Chapelle royale de Dreux. Gisant de Sophie-Charlotte, duchesse d'Alençon sculpté par Charles-Albert Walhain.

Tels qu’ils ont été rapportés par une religieuse rescapée, les derniers instants de la duchesse montrent grandeur d’âme et abnégation. Demeurée au comptoir du Noviciat en compagnie de quelques personnes, elle se préoccupe d’abord d’organiser la sortie des plus jeunes, des clientes et de ses vendeuses par une petite porte derrière le comptoir.

« On l’entend dire : “Les jeunes d’abord, puis les visiteuses”. Puis elle ajoute : “Partez ! Ne vous occupez pas de moi, je partirai la dernière.” Lorsque la duchesse songe enfin à partir, elle se dirige vers la porte principale, car c’est là qu’elle a aperçu son mari pour la dernière fois. Mais le chemin est impraticable, ainsi que la petite porte derrière le comptoir. Une religieuse vient s'effondrer à ses pieds : “Ô Madame, quelle mort !” ; elle lui répond : “Oui, mais dans quelques minutes, pensez que nous verrons Dieu !”, qui seront ses dernières paroles. »

Elle meurt en compagnie de la vicomtesse de Beauchamp, qu'elle prend dans ses bras pour lui masquer la mort qui l'attend. Nul ne sait si elle mourut asphyxiée ou brûlée vive, mais la dépouille montre les contractions de son corps. La dépouille est identifiée par son dentiste qui reconnaît ses dents et son bridge en or.
Après une messe funèbre célébrée le 14 mai en l'église Saint-Philippe-du-Roule, elle est inhumée dans la chapelle royale de Dreux.

### Liste des victimes

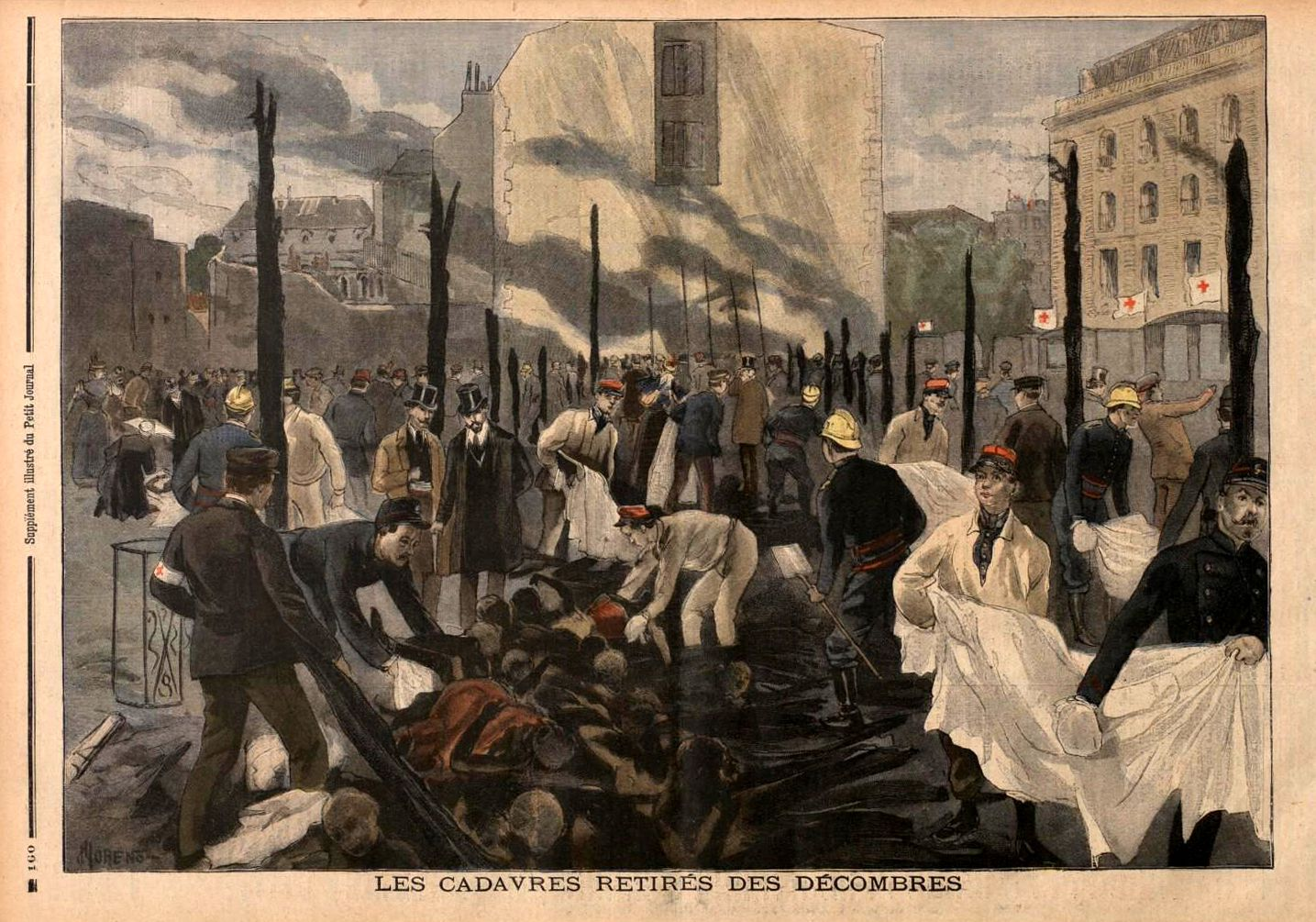
Les cadavres retirés des décombres. Supplément illustré du Petit Journal du 16 mai 1897.

D'après « La terrible Catastrophe du 4 mai 1897. Liste complète des victimes, des blessés, des sauveteurs et des bienfaiteurs », qui donne de plus cinq victimes indirectes, et présente dans l'ordre « les Dames » (femmes mariées ou religieuses), « les Damoiselles », et « les Messieurs ».

#### Religieuses
- Julie Garivet, sœur Marie-Madeleine des Sœurs aveugles de Saint Paul (1853-1897) ;
- Marguerite Rémond, sœur Sainte Claire des Sœurs aveugles de Saint Paul (1835-1897) ;
- Lucie Dehondt, sœur Vincent des filles de la charité de Saint Vincent de Paul (1871-1897) ;
- Anna Ginoux Defermon, sœur Marie des filles de la Charité de Saint Vincent de Paul (1863-1897) ;
- Adèle Sabatier, sœur Joseph des filles de la Charité de saint Vincent de Paul (1830-1897) ;
- Virginie Thomazeau, sœur Electa des filles de la Croix Saint André (1826-1897).

#### Princesse
- Sophie-Charlotte en Bavière, duchesse d'Alençon (1847-1897).

#### Enfants
- Madeleine de Clercq (1887-1897) ;
- Ester Cuvillier (1892-1897) ;
- Alfred David (1892-1897) ;
- Joseph Doron (1883-1897) ;
- Germaine Feulard (1887-1897) ;
- Suzanne Nitot (1886-1897).

#### Hommes
- Docteur Henri Feulard (1858-1897)
- Albert Masure (1832-1897)
- Général Gustave-Joseph Munier (1827-1897)
- Victor Potdevin (1825-1897)
- Docteur Ernest Rochet (1830-1897)

#### Jeunes filles
- Hélène Bernard-Dutreil (1880-1897), fille de Paul Bernard-Dutreil, diplomate et homme politique
- Hélène Delaune (1876-1897)
- Angèle (1877-1897) et Zoë Gosse (1878-1897) et leur mère (voir plus bas)
- Marie Louise (1876-1897) et Yvonne Hatte de Chevilly (1879-1897)
- Alice Jacqmin (1880-1897)
- Antoinette de Mandat-Grancey (1876-1897)
- Christiane Meilhac (1882-1897)
- Antoinette de Valence de la Minardière (1877-1897)
- Marguerite de Valence de la Minardière (1880-1897) et leur mère (voir plus bas)
- Élodie Van Biervliet (1877-1897)
- Valérie Verhasselt (1876-1897)

#### Dames
- Hélène Barassé (1874-1897)

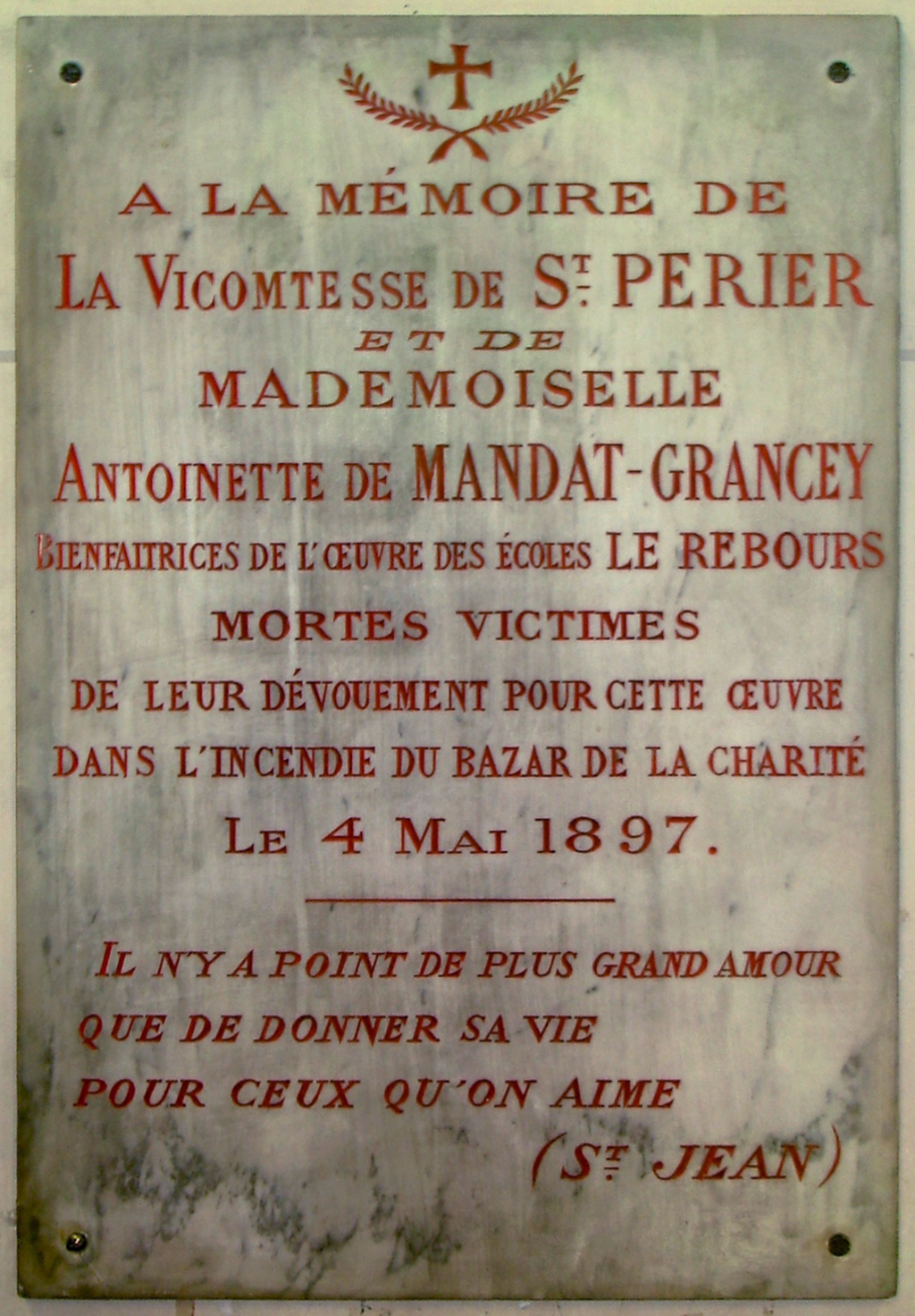
Église Sainte-Rosalie, Paris. Plaque commémorative.

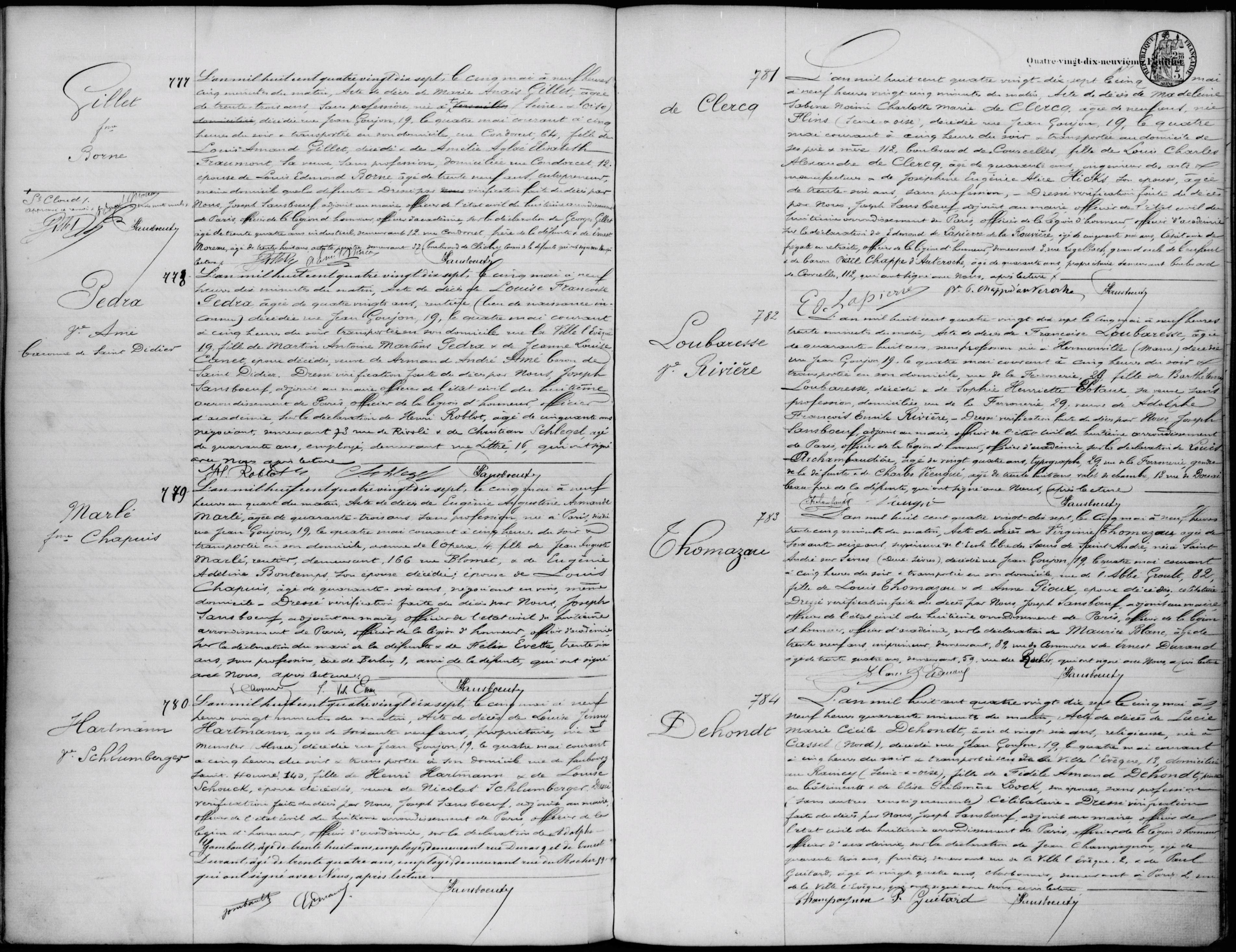
Registre d'état civil des décès aux Archives de l'ancien département de la Seine en date du 5 mai 1897 dans le 8e arrondissement.
Source : Archives de Paris.

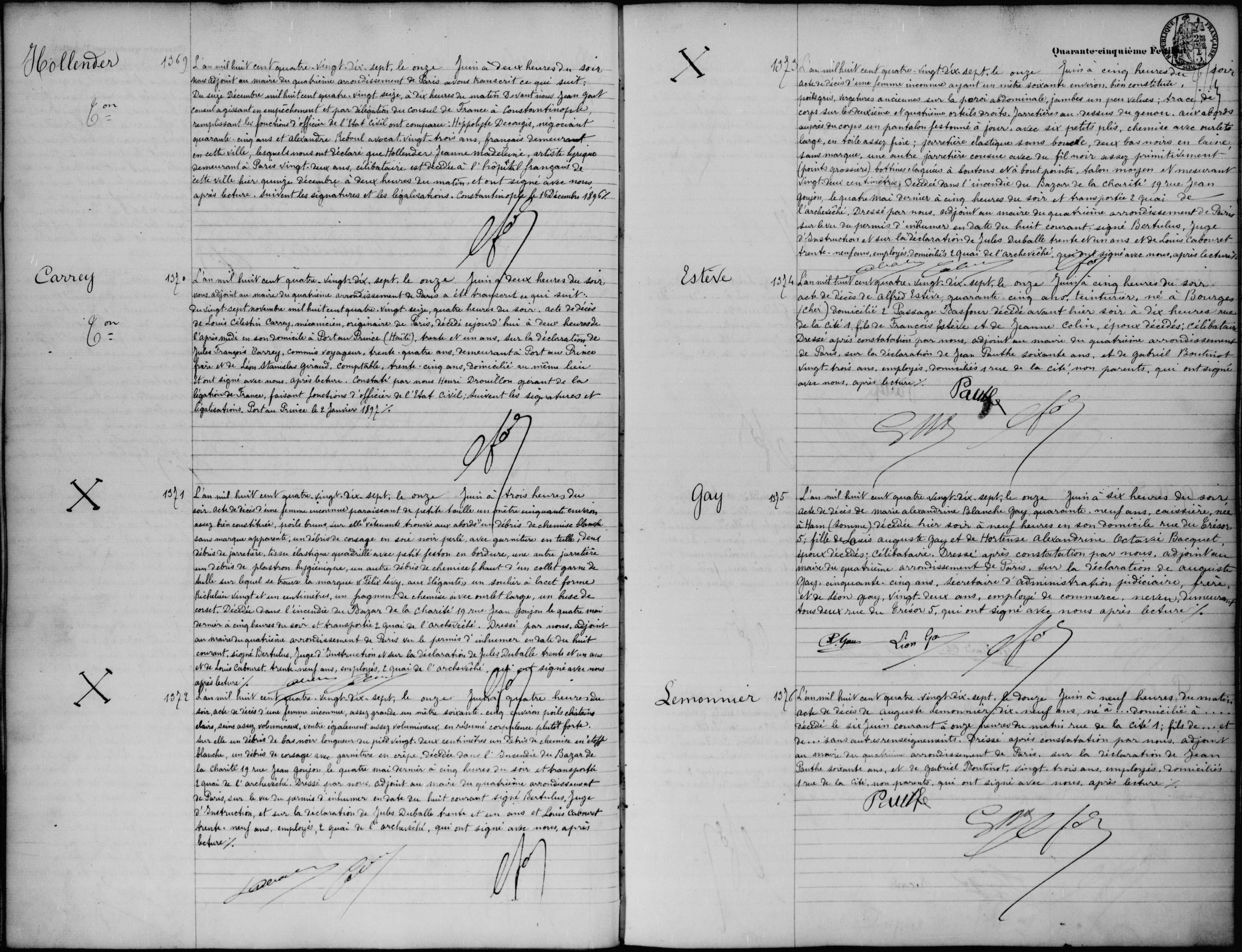
Actes de décès marqués d'un « X », de trois des six femmes inconnues mortes dans l'incendie et transportées à l'ancienne morgue de Paris dans le 4e arrondissement. Les descriptions détaillées des personnes devaient permettre une identification ultérieure éventuelle.
Source : Archives de Paris.

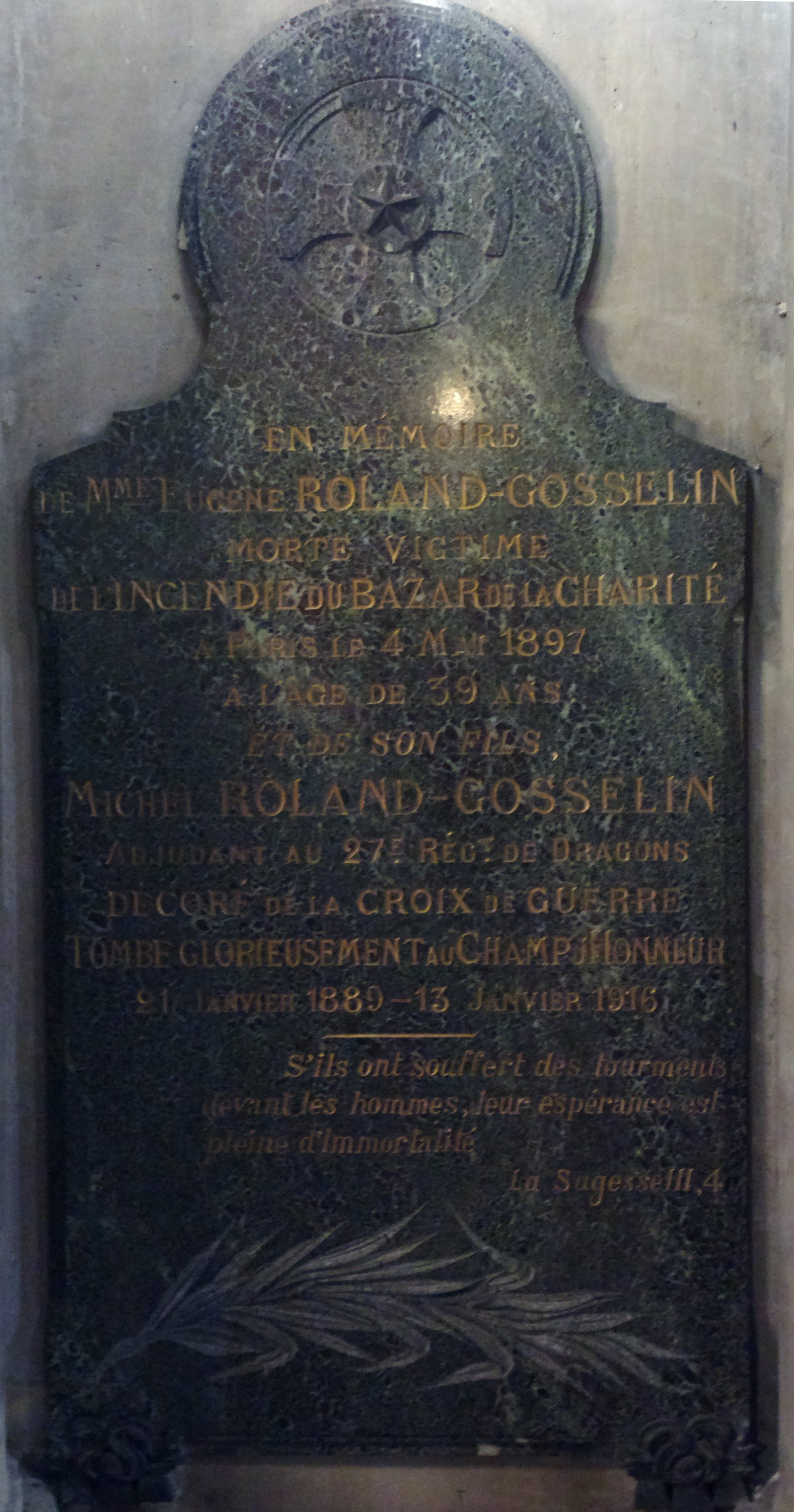
Église Saint-Philippe-du-Roule, Paris. Plaque commémorative de Marie Hoskier, Madame Eugène Roland-Gosselin, morte dans l'incendie du Bazar de la Charité.

- Antonie de Béziade d'Avaray, comtesse Audéric de Moustier (1825-1897)
- Claire Beucher de Saint-Ange, générale Eugène Chevals (1829-1897), et sa sœur :
- Laure Beucher de Saint-Ange (1827-1897)
- Élise Blonska (1835-1897)
- Louise Boissié, Madame Eugène Chalmel (1835-1897)
- Camille Moreau-Nélaton, Madame Adolphe Moreau (1840-1897), artiste peintre et céramiste
- Edmée Braun, Madame Étienne Moreau-Nélaton (1864-1897), belle-fille de la précédente
- Clémence Capitaine, marquise d'Isle de Beauchêne (1847-1897), et sa fille :
- Hélène d'Isle de Beauchêne (1875-1897)
- Cécile Carrière, Madame Edmond Cuvillier (1847-1897), et sa sœur :
- Pauline Carrière, Madame Frédéric Dillaye (1855-1897)
- Jeanne Carteron (1862-1897)
- Camille Chabot (1874-1897)
- Marie de Commeau (1838-1897)
- Adelaida Corradi y Anduga, Madame Flórez (1847-1897)
- Marguerite de Cossart d'Espiès (1847-1897)
- Caroline Cosseron de Villenoisy (1828-1897)
- Laure de Crussol d'Uzès, comtesse d'Hunolstein (1838-1897)
- Louise Dagneau, Madame Alphonse Gosse (1846-1897)
- Amélie Daireaux, Madame Hugues de Carbonnel (1853-1897)
- Claire Dalloyau, Madame Auguste Bouvyer (1838-1897)
- Flore Damiens dit Fortin, Madame Paul Hauducœur (1845-1897)
- Suzanne Dephieu, Madame Alexandre Rabèry (1849-1897)
- Berthe Deschamps, Madame Alfred Gohin (1862-1897)
- Valérie Demazières, Madame Léopold Germain (1841-1897)
- Thérèse Donon, baronne Maurice de Saint-Didier, fille d'Armand Donon (1857-1897)
- Marie du Quesne, vicomtesse de Bonneval (1857-1897)
- Alphonsine Fortin, Madame Eugène Vimont (1829-1897)
- Jeanne Frémyn, Madame Léon Le Normand (1858-1897)
- Annette Gabiot, Madame Firmin Goupil (1851-1897)
- Eulalie Gariel, Madame Ferdinand Jauffred (1847-1897)
- Louise Gérondeau (1870-1897)
- Marie Gillet, Madame Louis Borne (1863-1897)
- Marie Glandaz, Madame Gustave Laneyrie (1854-1897)
- Agnès de Gosselin, comtesse Mimerel (1874-1897)
- Élisabeth Green de Saint-Marsault, baronne Caruel de Saint-Martin (1836-1897)
- Marguerite Gros, Madame Gaston de Clermont (1850-1897)
- Blanche Grossier, Madame Achille Chouipe (1852-1897)
- Hélène Guérard, Madame Fernand Duclos de Varanval (1873-1897)
- Marie Guérin, Madame Benjamin Delaune (1853-1897)
- Elizabeth de Guillebon (1873-1897)
- Léonie Guillemain (1868-1897)
- Amélie Guyard-Delalain, Madame Alfred Carteron (1829-1897)
- Hélène de Haber, comtesse de Horn (1831-1897)
- Jenny Hartmann, Madame Nicolas Schlumberger (1828-1897)
- Madeleine Hauducœur (1870-1897)
- Henriette d'Hinnisdael (1874-1897)
- Marie Hoskier, Madame Eugène Roland-Gosselin (1858-1897)
- Emma Hubert, Madame Eugène Legrand (1833-1897)
- Emma Jaume, (1830-1897), épouse du général Charles Warnet
- Cécile Jullian, Madame François Buchillet (1845-1897)
- Maximilienne-Jeanne de Kergorlay, vicomtesse de Saint-Périer (1849-1897) (mère de René de Saint-Périer)
- Angélique de la Briffe, Madame Eugène Huzar (1833-1897)
- Isabelle de Lassus, Madame Joseph de Carayon-Latour  (1834-1897)
- Mathilde Leclerc de Juigné, vicomtesse de Damas (1828-1897)
- Lina Lefèvre-Finucane (1873-1897)
- Laure Lejeune, Madame Abel Brasier de Thuy (1828-1897)
- Marie Le Royer de la Tournerie, vicomtesse de Malézieu (1869-1897)
- Suzanne Le Sourd, Madame Pierre Cordoën (1869-1897)
- Alix Loubaresse, Madame Adolphe Rivière (1848-1897)
- Louise Lourmand (1868-1897)
- Isabelle Maison, Madame Albert Lefèvre de Vatimesnil (1845-1897)
- Marie de Marbot, Madame Victor de Valence (1848-1897)
- Eugénie Marlé, Madame Louis Chapuis (1853-1897)
- Laura Meinell, vicomtesse d'Avenel (1855-1897)
- Mathilde Michel, Madame Jules Pierre (1866-1897)
- Claire Moisson (1855-1897)
- Ernestine Moreau (1862-1897)
- Jeanne Odart de Rilly d'Oysonville, comtesse Haward de la Blotterie (1850-1897)
- Lydie Panon Desbassayns de Richemont, Madame Léon de Gosselin (1841-1897)
- Louise Pedra, baronne de Saint-Didier (1816-1897)
- Amélie Pellerin de Lastelle, comtesse Serurier (1839-1897), veuve du comte Charles Sérurier
- Marguerite Peretti, Madame Léon Valentin (1856-1897)
- Pénélope Pétrocochino, Madame Vlasto (1836-1897)
- Marie-Louise Picqué (1863-1897)
- Hélène de Poggenpohl, Madame Jacques Haussmann (1854-1897)
- Berthe Rabéry, Madame Louis Gentil (1873-1897)
- Aline Rambourg, Madame Anatole Le Brun de Sesseval (1826-1897)
- Louise de Rivière, comtesse Joseph-Louis de Luppé (1844-1897)
- Marie Roubaud de Cournand, fille de Marie Roubaud de Cournand, Madame Maurice Lafitte de Canson (1844-1897)
- Joséphine Saintin, Madame Charles Monti (1851-1897)
- Antoinette Senez, Madame Auguste du Verdier de Suze (1842-1897)
- Marie-Thérèse Simon (1874-1897)
- Émilie Stiebel, Madame Louis Kann (1849-1897)
- Louise Terre (1849-1897)
- Lucy Touttain, Madame Émile Nitot (1863-1897)
- Valèrie Turquet de La Boisserie, vicomtesse de Beauchamp (1867-1897)
- Sabine de Vallin (1838-1897)
- Julia de Villiers de La Noue, marquise de Bouthillier-Chavigny (1844-1897)
- Justine Waller, comtesse Jules Couret de Villeneuve (1857-1897)
- Mathilde de Weisweiller, Madame Théodore Porgès (1854-1897)
- Élise Weyer, Madame Émile Hoskier (1836-1897)
- Germaine d'Yrenne de Lalanne, comtesse d'Isoard-Vauvenargues (1867-1897)

Quelques corps non identifiés et non réclamés appartiennent probablement à des domestiques.

#### Victimes indirectes
Le général Léon de Poilloüe de Saint Mars, une des têtes de turc favorites d'Alphonse Allais, meurt d'une crise cardiaque en apprenant la mort de sa sœur dans l'incendie. Il s'est avéré plus tard qu'elle avait survécu.
Le duc d'Aumale est terrassé par une crise cardiaque le 7 mai, après avoir rédigé une vingtaine de lettres de condoléances aux familles des victimes de la noblesse. Il venait d'apprendre le décès de sa nièce par alliance, la duchesse d'Alençon, dans cette catastrophe.

## Réactions et hommages

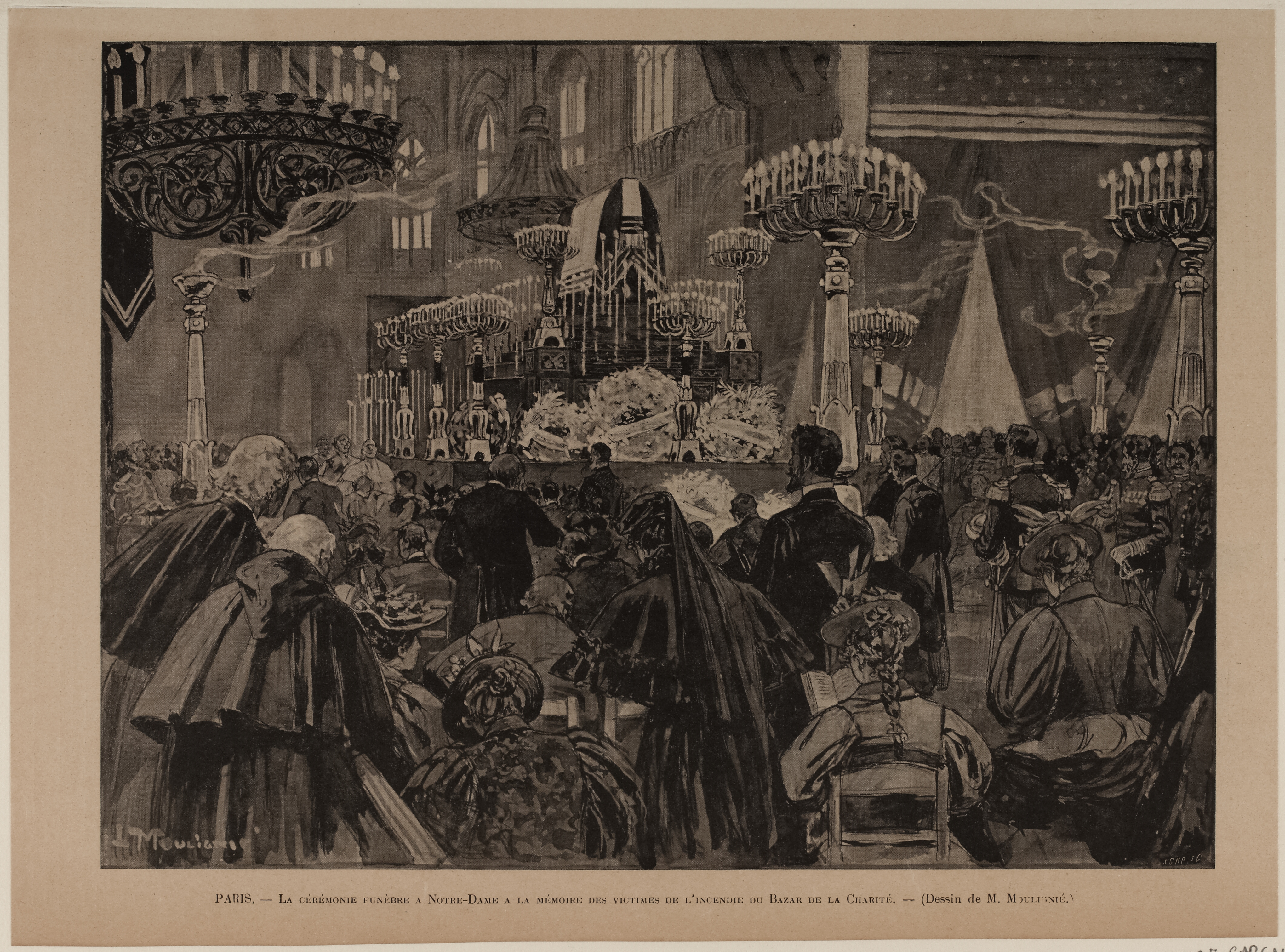
La cérémonie funèbre à Notre-Dame à la mémoire des victimes de l'incendie du Bazar de la Charité.

Le 8 mai 1897, un service funèbre a lieu en la cathédrale Notre-Dame de Paris en présence du président de la République Félix Faure et du gouvernement. Le sermon fut prononcé par le prêtre dominicain Marie-Joseph Ollivier qui donna une interprétation politique à la tragédie.
Dans ses mémoires d'enfance intitulés Comment j'ai vu 1900, la comtesse de Pange, qui avait neuf ans lors de la tragédie, écrit : 

« J'entendis âprement discuter le sermon que fit le père Ol[l]ivier à la cérémonie funèbre à Notre-Dame. Profitant de la présence des ministres et des ambassadeurs, il présenta le désastre comme un nécessaire holocauste offert au ciel en réparation des crimes du gouvernement. […] Les journaux d'opposition soutenaient cette thèse avec violence, mais je me souviens que mon père blâmait le père Ol[l]ivier, disant que c'était maladroit de critiquer le gouvernement alors que les ministres anticléricaux faisaient un geste méritoire en assistant officiellement à une cérémonie religieuse. »

— Pauline de Broglie, Comment j'ai vu 1900

### Réactions de la presse et des contemporains

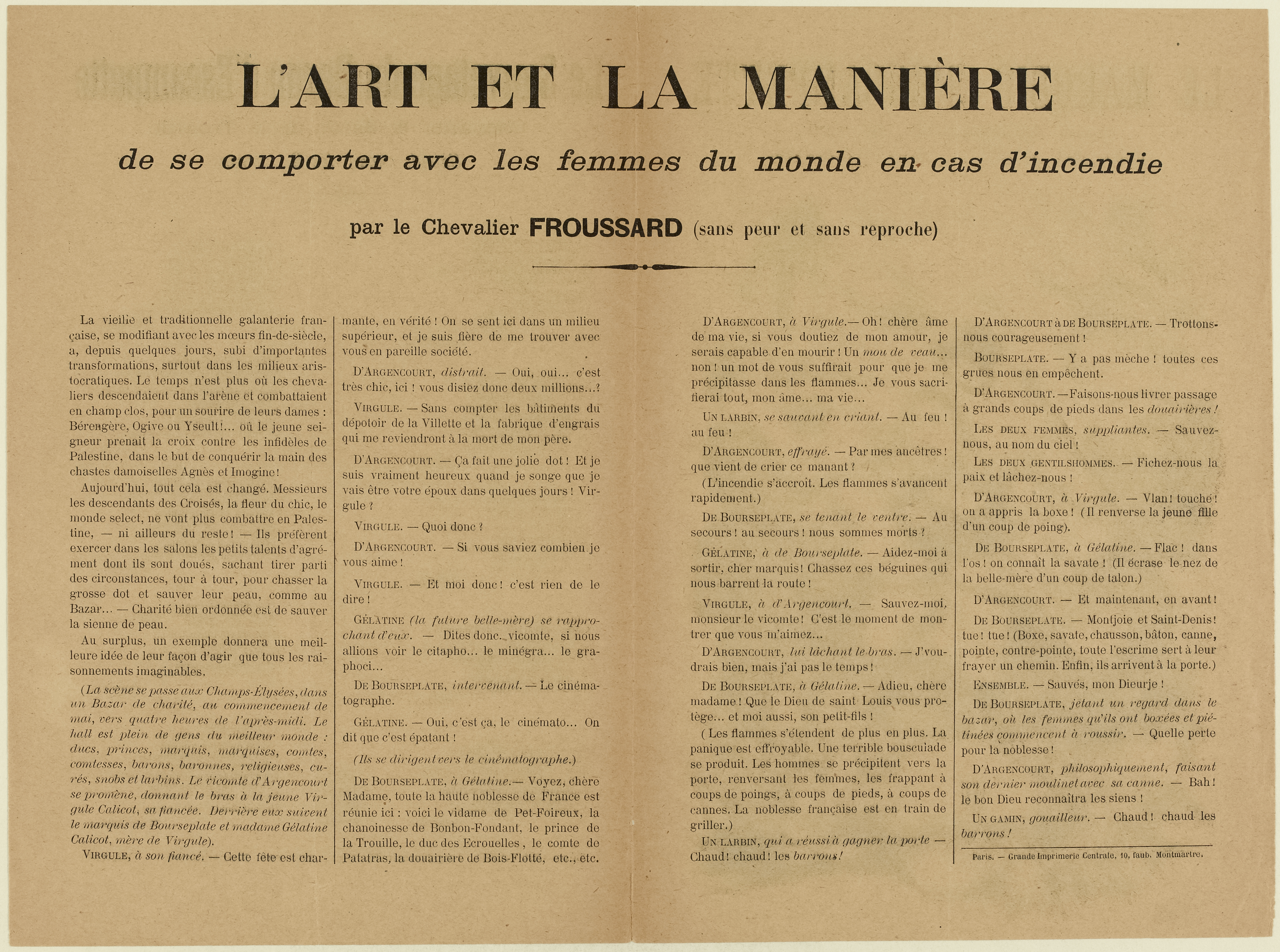
Le marquis d'Escampette et le chevalier Froussard.

Face au nombre de femmes de la bonne société présentes parmi les victimes, la presse du temps exalte le courage de sauveteurs de condition modeste et ironise sur les « chevaliers de la Pétoche » et les « marquis de l'Escampette ». À ces imputations s'ajoute la réaction de la journaliste féministe Séverine, qui titre un article « Qu'ont fait les hommes ? » en une de L'Écho de Paris du 14 mai 1897, et écrit dans Le Journal à propos de la fuite supposée d'hommes présents lors de la catastrophe. Le comte Robert de Montesquiou, qui ne semble pas avoir été présent lors de l’incendie, fut néanmoins accusé par Marie de Heredia de s'être frayé un passage en frappant les femmes et les enfants avec sa canne, et se battit en duel avec Henri de Régnier pour laver son honneur. À l’inverse, des journaux comme Le Gaulois ou Le Journal du Loiret soulignent le rôle positif d'hommes pendant l'évacuation.

Dans son Journal, Léon Bloy, sur un ton qui détonne franchement par rapport aux différents hommages rendus aux victimes, écrit : 

« Tant que le nonce du pape n'avait pas donné sa bénédiction aux belles toilettes, les délicates et voluptueuses carcasses que couvraient ces belles toilettes ne pouvaient pas prendre la forme noire et horrible de leurs âmes. Jusqu'à ce moment, il n'y avait aucun danger. Mais la bénédiction, la Bénédiction, indiciblement sacrilège de celui qui représentait le Vicaire de Jésus-Christ et par conséquent Jésus-Christ lui-même, a été où elle va toujours, c'est-à-dire au Feu, qui est l'habitacle rugissant et vagabond de l'Esprit-Saint. Alors, immédiatement, le Feu a été déchaîné, et tout est rentré dans l'ordre… »

— Léon Bloy, Mon journal (1892-1917)

### Chapelle Notre-Dame-de-Consolation

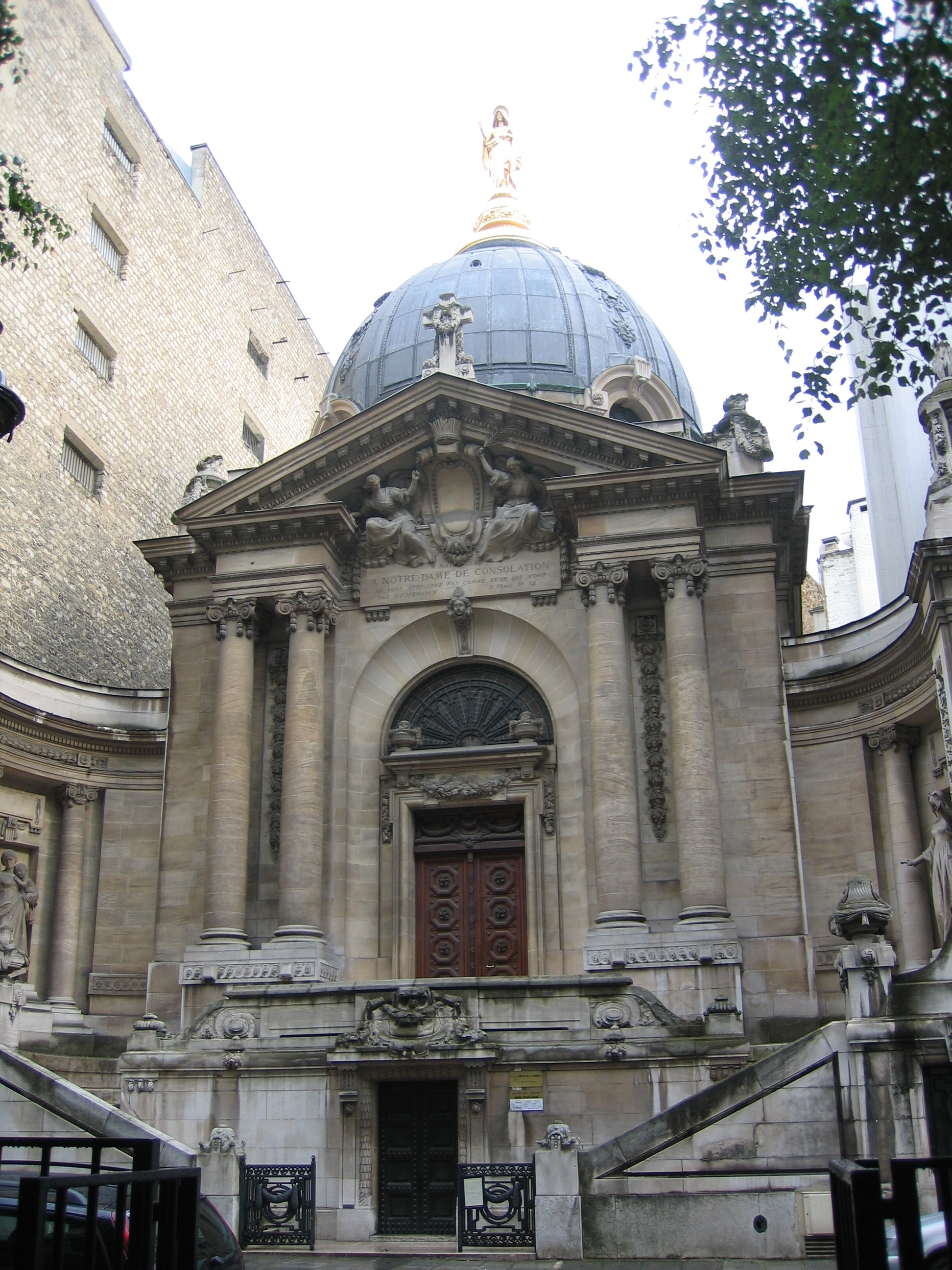
Chapelle Notre-Dame-de-Consolation, mémorial du Bazar de la Charité.

Peu de temps après l'incendie, le terrain de la rue Jean-Goujon sera racheté à Michel Heine par le baron de Mackau. Une souscription est lancée, à l'initiative du cardinal Richard, archevêque de Paris, pour acheter le terrain où avait eu lieu l'incendie, afin d’y construire une chapelle commémorative. Celle-ci sera édifiée par l’architecte Albert Guilbert.
La première pierre est posée le 4 mai 1898, et la chapelle Notre-Dame-de-Consolation est inaugurée le 4 mai 1900 sous l’égide du cardinal Richard.
Cette chapelle d'expiation appartient à l'association Mémorial du Bazar de la Charité, composée de descendants des victimes de l'incendie du 4 mai 1897, et fait l’objet d’un classement au titre de monument historique depuis le 19 février 1982.
Abritant les 86 000 objets sortis des décombres, elle est dédiée aux victimes dont 126 noms sont inscrits sur six plaques de marbre noir en lettres d'or dans la chapelle, et accueille la communauté catholique de langue italienne de Paris de 1953 à fin 2012. Le bail est alors renouvelé avec le prieuré Saint-Denis (communément appelé chapelle Sainte-Germaine de Wagram) de la Fraternité sacerdotale Saint-Pie-X.

### Monument au cimetière du Père-Lachaise

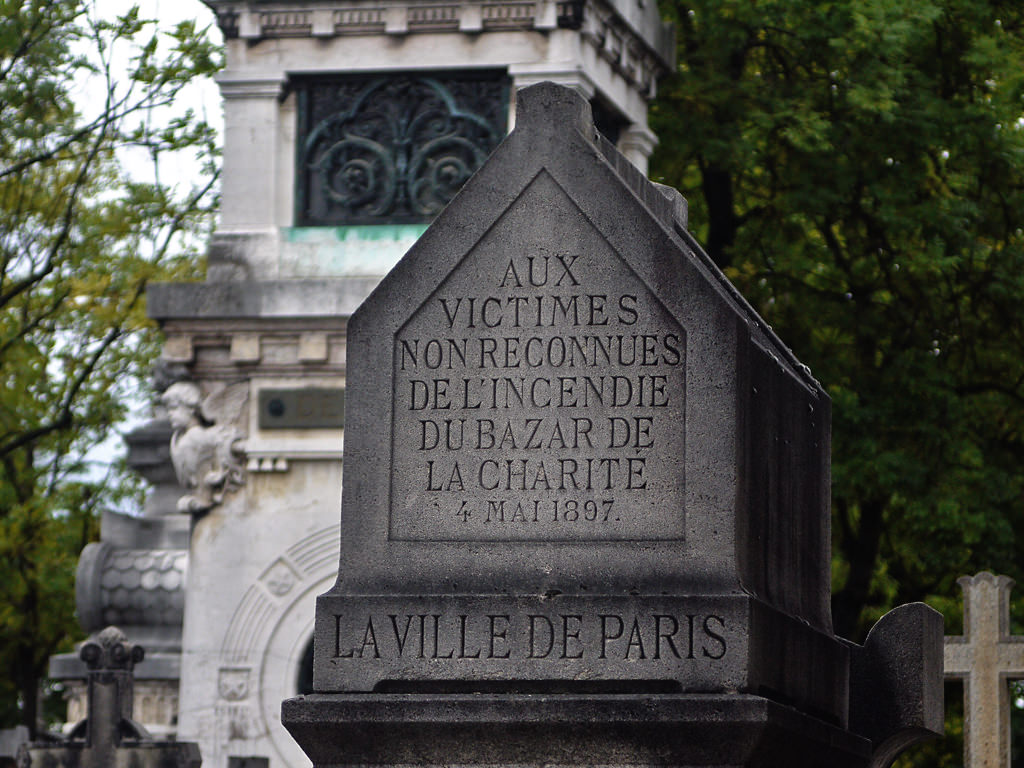
Monument au cimetière du Père-Lachaise dédié « aux victimes non reconnues de l’incendie du Bazar de la Charité - 4 mai 1897 ».

L'arrêté préfectoral en date du 28 février 1899 octroie une concession gratuite aux victimes de l'incendie du 4 mai 1897.
La Ville de Paris fait élever un monument « Aux victimes non reconnues de l’incendie du Bazar de la Charité - 4 mai 1897 » au cimetière du Père-Lachaise dans la 92e division. Le monument est entretenu par la ville de Paris.

### Impact sur le cinématographe
Ce drame est indirectement à l'origine de la création des salles de cinéma et a grandement contribué à l'amélioration des réglementations sur la sécurité incendie, l'évacuation et les matériaux de construction des lieux publics.
Une fois les résultats de l'enquête connus, beaucoup considèrent la carrière du cinéma comme terminée. Sous la pression de la haute société, les projections sont d'ailleurs un temps interdites,,, avant que l'intérêt de l'invention et son développement à l'étranger ne passent outre au ressentiment des victimes endeuillées. L'idée de créer des lieux sécurisés et consacrés uniquement au cinématographe (les futures salles de cinéma) est née à la suite de la crainte envers ce nouveau média engendrée par ce drame.
Les frères Lumière mirent également au point un système de lampe électrique pour supprimer le risque d'incendie.

## Dans les arts et la culture

### Ouvrage historique
- Bruno Fuligni, L’incendie du Bazar de la Charité, 2019.

### Littérature

#### Roman
- François de Nion, Les Façades, sous-titré « roman d'aventures mondaines », 1898.
- Maurice Leblanc, Arsène Lupin, gentleman-cambrioleur, nouvelle « L'Évasion d’Arsène Lupin », publiée originellement dans Je sais tout, no 12, 15 janvier 1906, sous le titre « La Vie extraordinaire d'Arsène Lupin : L'Évasion d'Arsène Lupin ».
- Gaston Leroux, Un homme dans la nuit, 1910. – Roman auquel la catastrophe du Bazar de la Charité sert de dénouement.
- Paul Morand, Le Bazar de la Charité, Genève, Club des bibliophiles, 1944. – Nouvelle.
- Renée Bonneau, Piège de feu à la Charité, Jacqueline Chambon, coll. « Éditions Jacque », 2008, 283 p.  (ISBN 978-2-7427-7452-4). – Roman policier.
- Brigitte Aubert, Projections macabres, Paris, 10-18, coll. « Grands détectives, no 4229 », 2009, 426 p.  (ISBN 978-2-264-04890-5).
- Gaëlle Nohant, La Part des flammes, Éditions Héloïse d'Ormesson, Paris, 19 mars 2015, 492 pages  (ISBN 978-2-35087-310-7).
- Jean-Philippe Depotte, Les Fantômes du nouveau siècle, premier fantôme-la soupe aux arlequins, Éditions les moutons électriques, 2018, 316 p.  (ISBN 978-2-36183-516-3).
- Patrick Grainville, Falaise des fous, Éditions du Seuil, 2018 (il est fait allusion à ce drame p. 360-365 de l'édition de poche)[réf. nécessaire]
- Odile Bouhier, Le Bazar de la Charité, Neuilly-sur-Seine, Michel Lafon, 2019.

### Filmographie

#### Cinéma
- 1947 : La Kermesse rouge, film dramatique français de Paul Mesnier.

#### Télévision
- 2015 : dans l'épisode n°46 de l'émission Sous les jupons de l'Histoire consacré à la vie de la duchesse d'Alençon, présentée par Christine Bravo sur Chérie 25.

##### Téléfilm
- 2001 : Sophie, la petite sœur de Sissi, relatant la vie de Sophie-Charlotte en Bavière ; la catastrophe du Bazar de la Charité sert de dénouement.
- 2009 : La Maîtresse du président de Jean-Pierre Sinapi ; on montre le président de la République Félix Faure s'inquiéter de l'hypothétique présence de sa maîtresse, Marguerite Steinheil, sur les lieux du drame.

##### Série
- 2019 : Le Bazar de la Charité créée par Catherine Ramberg, Karine Spreuzkouski et réalisée par Alexandre Laurent.

##### Documentaires
- 2019 : documentaire La Tragique Histoire du Bazar de la Charité, écrit et réalisé par Dominique Eloudy, produit par ADLTV et la chaîne Histoire.

### Radio
- 2016 : émission sur France Culture consacrée aux catastrophes à Paris par Odile Joëssel, de la Documentation de Radio France. Diffusion de l'archive radiophonique de Soyez témoin en 1956 avec le témoignage d'une rescapée du drame de 1897 : À Paris, l'incendie du Bazar de la Charité : Je suis sortie en flammes ! [42]

## Postérité
L'œuvre de bienfaisance se poursuit après la catastrophe. En 1917, une vente sur le même modèle est organisée 84, rue de Grenelle.